# جيمس كاميرون (مدير فني)
جيمس كاميرون (بالإنجليزية: James Cameron)‏ هو مدير فني أمريكي، ولد في 11 سبتمبر 1938، وتوفي في 1 أبريل 1995.